# Собор Николая Чудотворца (Грозненская)
Храм Святителя и Чудотворца Николая — утраченный православный храм в станице Грозненской (пригороде Грозного) Кизлярского отдела Терской области. Был построен в 1899—1902 годах на средства жителей станицы на Грозненской станичной площади, примыкавшей к Бульварной улице. Разрушен советскими властями в 1932—1933 годах.

## Описание
Каменный пятиглавый собор был построен из жжёного кирпича в древнерусском стиле в виде креста и вмещал около 800 человек. Считался самым красивым станичным храмом Терской области как по внешнему виду, так и по внутренней отделке. У храма было пять ярусов хор, стены внутри разделаны под мрамор, вверху разрисованы клеевой краской разными узорами. Вызолоченный иконостас резной работы обошёлся в 12 500 рублей. Трапезная соединяла собор с шатровой колокольней. Храмовая территория была огорожена каменным забором. Располагался собор на станичной площади, позже получившей название Церковная, рядом с казачьей школой.

## История
Первая церковь в станице Грозненской, вероятно деревянная, упоминается в справочнике 1883 года. Каменный храм был заложен в 1899 году по заказу грозненского казачества. «25-го марта, после литургии, из Грозненского Космо-Дамиановского собора, при колокольном звоне, в сопровождении множества народа, городское духовенство во главе с настоятелем протоиереем Павлом Бартеневым, проследовало на Грозненскую станичную площадь, где был уже вырыт фундамент и приготовлен камень для закладки нового храма в честь Св. и Чудотворца Николая. Станичная площадь вся была переполнена народом, с благоговением ожидавшим прибытия св. икон. Совершив установленный чин освящения, о. протоиерей первый положил камень и при этом сказал глубоконазидательное слово о пользе, какую принесет новосооружаемый храм станичникам…».
В 1902 году строительство было окончено и 9 июня храм освятили во имя Николая Чудотворца. Строителем храма являлся инженер-архитектор Владимир Грозмани. Финансирование строительства производилось за счёт доходов от сдачи в аренду станичных земельных участков под заводы и паровые мельницы, займа из войсковых средств Терского казачьего войска и добровольных пожертвований юридических и физических лиц. Общие расходы станичного общества на постройку храма составили около 80 000 рублей.
В 1932—1933 годах храм был разрушен советскими властями.